# Lepidostoma longipenis
Lepidostoma longipenis is een schietmot uit de familie Lepidostomatidae. De soort komt voor in het Oriëntaals gebied.